# SS Washington
SS Washington byla luxusní zaoceánská pasažérská loď United States Lines, pojmenovaná podle hlavního města USA. Washington a její sesterská loď SS Manhattan byly vůbec největší pasažérské lodi postavené v USA, a to až do roku 1939, kdy je překonala nová pasažérská loď SS America.

## Konstrukce

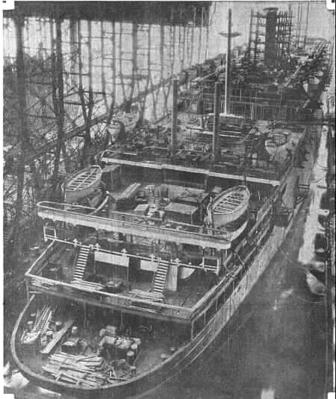
Washington během stavby

Loď si objednala společnost Transatlantic Steamship Company a její kýl byl založen dne 20. ledna 1931 v loděnici New York Shipbuilding v Camdenu ve státě New Jersey. Trup byl na vodu spuštěn dne 20. srpna 1932. Před svým dokončením loď změnila majitele a dokončena byla už jako plavidlo společnosti United States Lines. Stalo se tak v květnu 1933. Na panenskou plavbu loď vyplula 10. května 1933 na trase New York-Southampton-Hamburg.

## Služba
Loď byla po svém dokončení nasazena na lince New York-Hamburk, kde doplnila sesterský Manhattan. V roce 1936, kdy hrozila druhá světová válka a nedostatek práce, odplul na lodi Washington SS maďarský fotograf André Kertész se svou ženou Elizabeth do New Yorku.
Na lodi SS Washington odplul druhý prezident Československé republiky Dr. Edvard Beneš s chotí Hanou po své abdikaci v roce 1938 do USA (E. B. Hitchcock: Zasvětil jsem život míru)
Po vypuknutí války v Evropě byly obě lodi přesunuty na linku New York-Neapol-Janov. Od června 1940 ale byly raději přesunuty na bezpečnější linku New York-San Francisco a na této trase proplouvaly panamským průplavem.
V červnu roku 1941 loď zrekvírovalo americké námořnictvo a zařadilo ji do služby jako transportní loď vojáků s novým jménem USS Mount Vernon (AP-22). V této roli mohla najednou přepravit až 6000 mužů. Po válce byla loď navrácena majiteli a od roku 1948 se na tři roky vrátila zpět k přepravě pasažérů. Poté ještě nějaký čas sloužila jako transportní loď pro vojenské účely a nakonec byla od roku 1953 uložena v rezervě na řece Hudson. V roce 1965 byla prodána k sešrotování.